# Svetovno prvenstvo v podvodnem hokeju 2004
Svetovno prvenstvo v podvodnem hokeju 2004 je potekalo v Christchurchu (Nova Zelandija).

## Rezultati

### Moški
1. Nova Zelandija
2. Avstralija
3. Francija
4. Nizozemska

### Ženske
1. Nizozemska
2. Nova Zelandija
3. Avstralija
4. Republika Južna Afrika

### Moški veterani
1. ZDA
2. Avstralija
3. Nova Zelandija
4. Združeno kraljestvo

### Ženske veteranke
1. ZDA
2. Avstralija
3. Nova Zelandija
4. Združeno kraljestvo

### Mladinci
1. Nova Zelandija
2. Združeno kraljestvo
3. Avstralija
4. Republika Južna Afrika

### Mladinke
1. Nova Zelandija
2. Združeno kraljestvo
3. Republika Južna Afrika